# フリードリヒ・ヴィルヘルム (ブラウンシュヴァイク公)

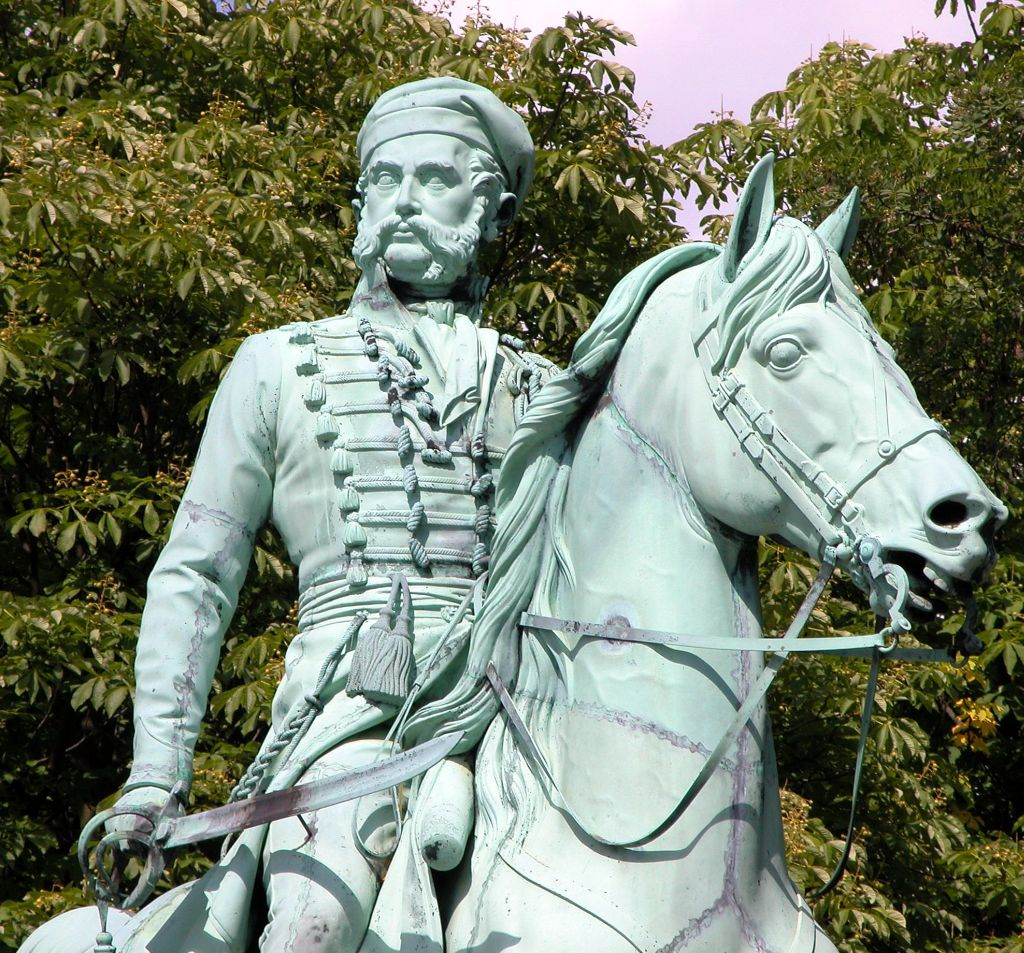
ブラウンシュヴァイク市内のフリードリヒ・ヴィルヘルム像

フリードリヒ・ヴィルヘルム（ドイツ語：Friedrich Wilhelm, 1771年10月9日 - 1815年6月15日）は、ドイツのブラウンシュヴァイク＝リューネブルク公の1人。ブラウンシュヴァイク＝ヴォルフェンビュッテル侯（在位：1806年 - 1807年）及びエールス公（在位：1805年 - 1815年）、後にブラウンシュヴァイク公（在位：1813年 - 1815年）。義勇兵組織「黒い軍勢」を率いてナポレオンのドイツ支配に抵抗し、黒公爵（Schwarze Herzog）の異名をとった。

## 生涯
フリードリヒ・ヴィルヘルムはブラウンシュヴァイク＝リューネブルク公カール・ヴィルヘルム・フェルディナントと、その妻であるイギリス王女オーガスタとの間の4男として、ブラウンシュヴァイクで生まれた。従兄で義兄でもあった後のイギリス王ジョージ4世とは親しい友人だった。
フリードリヒ・ヴィルヘルムはプロイセン軍に大尉として入隊し、革命期のフランスとの戦いに身を投じた。1805年、シュレージエン地方のエールス公国の統治者だった叔父フリードリヒ・アウグストが子供を残さずに死ぬと、フリードリヒ・ヴィルヘルムはプロイセン王国の属領になっていたこの小公国を相続した。
1806年10月、フリードリヒ・ヴィルヘルムはプロイセン軍の少将としてイエナ・アウエルシュタットの戦いに参加した。同じくプロイセン軍の陸軍元帥であった父がこの戦いで戦死すると、フリードリヒ・ヴィルヘルムがブラウンシュヴァイク＝ヴォルフェンビュッテル公国を相続した。長兄は父の2か月前に早世しており、次兄と三兄は知的障害を持っていたので、フリードリヒ・ヴィルヘルムが公位を継承したのだった。
第四次対仏大同盟戦争からプロイセンが離脱すると、彼の領国はフランスの占領統治下に置かれたのみならず、1807年にナポレオンが創設した短命な衛星国家ヴェストファーレン王国に組み入れられてしまった。フリードリヒ・ヴィルヘルムは妻の実家を頼ってバーデン大公国領のブルフザルに逃れ、同地で数年間を過ごした。バーデンは1806年の皇帝フランツ2世による神聖ローマ帝国解体の宣言に伴い、独立国家になっていた。
第五次対仏大同盟戦争が1809年に勃発すると、フリードリヒ・ヴィルヘルムはこの機会を利用し、オーストリア帝国の支援を受けてゲリラ部隊を組織した。この部隊は、外国人に占領された祖国の喪に服して黒い色の制服を着ていたため、黒い軍勢と呼ばれた。公爵はエールス公国を抵当に入れて作った資金で自分の部隊を養い、オーストリア領ボヘミアからフランスの同盟国であるザクセン、ヴェストファーレンを通過して北海沿岸まで行軍した。
1809年8月、フリードリヒ・ヴィルヘルムは一時的にではあるが都市ブラウンシュヴァイクを奪回することに成功、このことで領民から英雄にまつりあげられた。その後、敗れてイングランドに逃亡し、義兄の摂政宮ジョージ（後のジョージ4世）麾下のイギリス軍に加わった。元は2300人いた黒い軍勢の兵士たちは、スペインとポルトガルで繰り広げられた半島戦争のさなか、その大半が命を落とした。
フリードリヒ・ヴィルヘルムはプロイセン軍がフランスに占領されていたブラウンシュヴァイク＝リューネブルク公国を解放した後、1813年12月にブラウンシュヴァイクに帰還した。1815年、ナポレオンが百日天下でつかの間の政治の舞台に返り咲くと、フリードリヒ・ヴィルヘルムはナポレオンと戦うために新たな部隊を組織したが、同年6月16日、カトル・ブラの戦いで銃弾を受けて戦死した。
ブラウンシュヴァイクは長男のカール2世が相続、ナポレオンはセントヘレナ島に島流しにされ、領土はブラウンシュヴァイク公国に改められた。エールス公国もその同君連合下に置かれた。

## 子女
1802年11月1日、フリードリヒ・ヴィルヘルムはカールスルーエでバーデンの世継ぎ公子カール・ルートヴィヒの娘マリーと結婚した。公爵夫妻は2人の息子を授かったが、マリーは3度目の出産で女児を死産した4日後に産褥熱で亡くなった。
- カール・フリードリヒ（1804年 - 1873年）
- ヴィルヘルム・アウグスト・ルートヴィヒ・マクシミリアン・フリードリヒ（1806年 - 1884年）